# Pécsi Egyetemi Napok
A Pécsi Egyetemi Napok (másik nevén PEN Fesztivál, röviden PEN) egy programsorozat Pécsen, melyet a Pécsi Tudományegyetem és a város polgárai részére szervez meg a pécsi Egyetemi Hallgatói Önkormányzat.

## Története

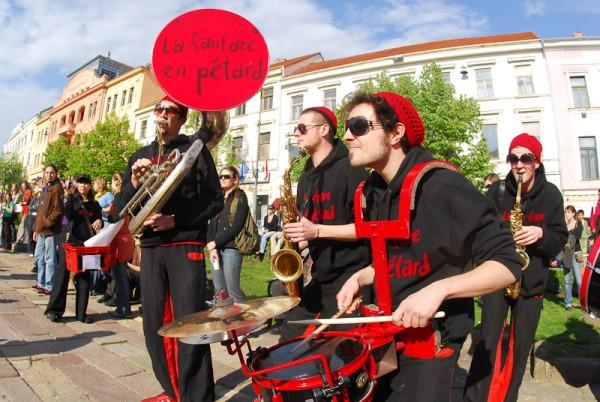
A PEN rendszeres fellépői a francia rézfúvósok. 2009-ben a La fanfare en pétàrd hergelte négy napon át az egyetemistákat, akikkel mindenhová együtt közlekedtek a belvárosban.

A Pécsi Egyetemi Napok története a kilencvenes évek elején kezdődött, amikor első alkalommal került megrendezésre a fesztivál az akkori Janus Pannonius Tudományegyetemen. A PEN fő célja azóta is változatlan: összehozni (az akkor még jóval kisebb, de már így is sokkaros) egyetem hallgatóit legalább néhány nap erejéig. Ennek egyik legfőbb eszköze, a diákrektor-választás egész a kezdetektől a PEN szerves részét képezte.
2000-ben az integráció révén létrejött az ország legnagyobb egyeteme, a Pécsi Tudományegyetem, ami a PEN-re is hatással volt: egyrészt bővült a potenciális közönség köre, másrészt viszont jóval nehezebb volt megteremteni azt a családias, közösségi érzést, ami a korábbi PEN-ek sajátja volt. Ennek hatására a fesztivál is gyengélkedett: bár 2002-ben és 2004-ben is megrendezésre került, nem vert fel túl nagy port, és 2004-ben a korábban érdektelenségbe fulladt diákrektor választás is elmaradt.
A PEN új időszámítása 2006-ban kezdődött, amikor egyrészt a szervezők felélesztették a diákrektor-választás hagyományát, másrészt a korábbi évek sokszor „lakossági” jellegű zenei kínálatától az igényesebb, alternatívabb jellegű könnyűzenei program összeállítására került a hangsúly. Ekkor kapott a fesztivál új helyszínt a Zsolnay-gyár személyében, és szintén 2006-ban kezdődött meg a Pécs2010 és a Pécsi Egyetemi Napok együttműködése, amely eredményeképpen a PEN a Pécs2010 programsorozatának kiemelt részévé vált. Ekkor a Zsolnay-gyár adott otthont a zenei fesztiválnak, melyen több, mint 40 külföldi és magyar zenekar lépett fel, és már az első napon telt házas volt. Önkormányzati támogatást azonban nem kapott a rendezvény abban az évben.
2009-ben tágasabb helyre, az egykori Pécsi Bőrgyár területére költöztették a csaknem 60 zenekart felvonultató fesztivált. A 4200 fős napi nézőcsúcs a 2009-es fesztivál negyedik napján történt, így a fesztivál teljes látogatószáma közel tizenötezer volt. 2010-ben a napi nézőcsúcs 5300 fő volt és az összes nézőszám 16000.
A 2011-es és 2012-es évben a rendezvény anyagi okok miatt elmaradt. 2011-ben egy kisebb rendezvénnyel, a Tavaszi Egyetemi Fesztivállal (TEF) helyettesítették az egyetemi napokat, amely május 3-6. között került megrendezésre. A 2013-as egyetemi napok április 24. és április 27. között került megrendezésre.
2014-ben az egyetemi fesztivált a Zsolnay Fesztivállal összeolvasztva (Zsolnay Fesztivál & Egyetemi Napok néven) tartották május 1. és 3. között. A 23 helyszínen 110 rendezvény került megrendezésre, amelyekre rekordszámú érdeklődő látogatott el. A közönség 70 százaléka Pécsről és környékéről érkezett. A Pécsi Tudományegyetem diákjai egy teherautónyi élelmiszert gyűjtöttek a Vöröskereszt számára.
2017-ben rendezték meg első alkalommal a PTE Hangja tehetségkutatót a fesztivál részeként.
A fesztivál 2019-ben átköltözött az Expo Center területére. 2020-ban, 2021-ben és 2022-ben elmaradt a koronavírus-járvány miatt.

## Kapcsolódó szócikkek

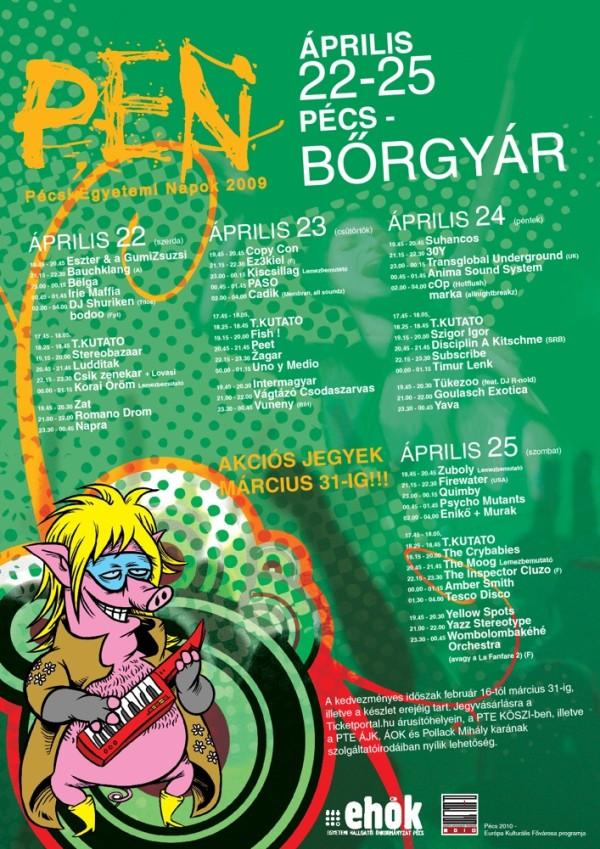
A PEN 2009 plakátja rajta a fesztivál háziállatával, a rocksertéssel.

## Összefoglaló
| Év   | Dátum               | Helyszín                  | Napi nézőcsúcs | Teljes nézőszám | Főbb előadók | Győztes diákrektor csapat                                       | Tehetségkutató győztese |
| ---- | ------------------- | ------------------------- | -------------- | --------------- | --- | --------------------------------------------------------------- | ----------------------- |
| 2006 |                     | Zsolnay-gyár              | 2500           | 10000           | Emil.RuleZ!, Kiscsillag, Kispál és a Borz, Mitsoura, Neo, Pál Utcai Fiúk, Quimby, 30Y | Pollack Mihály Műszaki Kar                                      | -                       |
| 2008 |                     | Zsolnay-gyár              | 3000           | 12000           | Fishbone, Kiscsillag, Quimby, Zagar, 30Y | Felnőttképzési és Emberi Erőforrás Fejlesztési Kar              | Svetlana                |
| 2009 |                     | Pécsi Bőrgyár             | 4200           | 15000           | Kiscsillag, Napra, Quimby, Transglobal Underground, 30Y, Takáts Eszter és a Gumizsuzsi, Bëlga, Irie Maffia, Zagar, Subscribe | Pollack Mihály Műszaki Kar                                      | Paint the Lilies        |
| 2010 |                     | Pécsi Bőrgyár             | 5300           | 16000           | Kiscsillag, 30Y, Takáts Eszter és a Gumizsuzsi, Bëlga, Irie Maffia, Zagar, Subscribe, Esclin Syndo, TükeZoo, Erik Sumo Band, Heaven Street Seven, ColorStar, Tito & Tarantula                                                        | Metálcicák (Felnőttképzési és Emberi Erőforrás Fejlesztési Kar) | Three Teadies           |
| 2013 | április 24-27.      | Pécsi Bőrgyár             | 6000           | 20000           | Akkezdet Phiai, Ákos, Brains, Irie Maffia, Kiscsillag, Palotai, PASO, Péterfy Bori & Love Band, Punnany Massif, Subscribe, Supernem, Tankcsapda, Vad Fruttik                                                                         | Felpönderítők (Egészségtudományi Kar)                           | -                       |
| 2014 | május 1-3.          | Zsolnay Kulturális Negyed |                | 23000           | Az Amadinda Ütőegyüttes, Presser Gábor és Karácsony János, Anna and the Barbies, Intim Torna Illegál, Ivan & The Parazol, Magashegyi Underground, Žagar, Sena, Király Viktor, Fluor Tomi, Halott Pénz, Barabás Lőrinc, Takáts Eszter | -                                                               | -                       |
| 2015 | április 30-május 2. | Zsolnay Kulturális Negyed |                |                 | | AsPENix és a gallok (Természettudományi Kar)                    | -                       |
| 2016 | április 28-30.      | Zsolnay Kulturális Negyed |                |                 | | PENburg Ház (Természettudományi Kar)                            | -                       |
| 2017 | április 28-30.      | Zsolnay Kulturális Negyed |                |                 | Jonas Blue, Halott Pénz, Punnany Massif, Wellhello, 30Y, Brains, Vad Fruttik, Bëlga, Krafty Kuts, Kowalsky meg a Vega, Szabó Balázs Bandája, Intim Torna Illegál, Fish!, Blahalouisiana, Magashegyi Underground                      | GriffPENdél (Művészeti Kar)                                     | Mino Rabenjafimanantsoa |
| 2018 | április 27-29.      | Zsolnay Kulturális Negyed |                |                 | Brains, 30Y, Tankcsapda, Watermät, Kowalsky meg a Vega, Bëlga, Necc Party, Dimmi, Intim Torna Illegál, Anna and the Barbies, Vad Fruttik, Punnany Massif, Cloud 9+, Wellhello, Brunettes Shoot Blondes, Margaret Island              | -                                                               | Édelmann Szófia         |
| 2019 | április 25-27.      | Expo Center               |                |                 | | Karib-PENger kalózai (Műszaki és Informatikai Kar)              | Zoric Szonja            |
| 2023 | április 28-30.      | Expo Center               |                |                 | | PENandervölgyiek (Egészségtudományi Kar)                        |                         |
| 2024 | május 9-11.         | Expo Center               |                |                 | | PENdíts rá! (Közgazdaságtudományi Kar)                          |                         |
| 2025 | május 1-3.          | Zsolnay Kulturális Negyed |                |                 | | PENdiánok                                                       |                         |